# Dubovac (Gornji Bogićevci)
Dubovac (1991-ig Dubovac Okučanski) falu Horvátországban, Bród-Szávamente megyében. Közigazgatásilag Gornji Bogićevcihez tartozik.

## Fekvése
Bródtól légvonalban 63, közúton 72 km-re északnyugatra, Pozsegától   légvonalban 38, közúton 54 km-re nyugatra, községközpontjától 3 km-re délnyugatra, az Okucsányról Újgradiskára menő úttól és a Zágráb-Belgrád vasútvonaltól délre, az azonos nevű patak partján fekszik. Déli határában halad át a és az A3-as autópálya.

## Története
A török 1536 és 1544 között foglalta el ezt a területet. A török uralom idején Boszniából pravoszláv szerbeket telepítettek ide. A térség csak 1687-ben szabadult fel a török uralom alól. Az első katonai felmérés térképén „Dorf Dubovacz” néven található. Lipszky János 1808-ban Budán kiadott repertóriumában „Dubovacz” néven szerepel.  
Nagy Lajos 1829-ben kiadott művében „Dubovacz” néven 78 házzal és 395 ortodox vallású lakossal találjuk.  A gradiskai határőrezredhez tartozott, majd a katonai közigazgatás megszüntetése után Pozsega vármegyéhez csatolták. 
1857-ben 218, 1910-ben 491 lakosa volt. Az 1910-es népszámlálás szerint lakosságának 53%-a szerb, 20%-a horvát, 6%-a szlovák anyanyelvű volt. Pozsega vármegye Újgradiskai járásának része volt. Az első világháború után 1918-ban az új szerb-horvát-szlovén állam, majd később (1929-ben) Jugoszlávia része lett. 
1991-től a független Horvátországhoz tartozik. 1991-ben lakosságának 73%-a szerb, 15%-a horvát, 5%-a jugoszláv nemzetiségű volt. A délszláv háború során a település már a háború elején 1991 tavaszán szerb ellenőrzés alá került. 1995. május 2-án a „Bljesak-95” hadművelet második napján foglalta vissza a horvát hadsereg. A szerb lakosság legnagyobb része elmenekült. 2011-ben a településnek 378 lakosa volt. 

## Lakossága
| Lakosság változása | Lakosság változása | Lakosság változása | Lakosság változása | Lakosság változása | Lakosság változása | Lakosság változása | Lakosság változása | Lakosság változása | Lakosság változása | Lakosság változása | Lakosság változása | Lakosság változása | Lakosság változása | Lakosság változása | Lakosság változása |
| ------------------ | ------------------ | ------------------ | ------------------ | ------------------ | ------------------ | ------------------ | ------------------ | ------------------ | ------------------ | ------------------ | ------------------ | ------------------ | ------------------ | ------------------ | ------------------ |
| 1857               | 1869               | 1880               | 1890               | 1900               | 1910               | 1921               | 1931               | 1948               | 1953               | 1961               | 1971               | 1981               | 1991               | 2001               | 2011               |
| 218                | 217                | 202                | 300                | 344                | 491                | 596                | 794                | 660                | 657                | 730                | 674                | 601                | 560                | 440                | 378                |